# Harrogate Council Offices
Las Oficinas del Consejo de Harrogate es un edificio municipal en Crescent Gardens en Harrogate, North Yorkshire, Inglaterra.

## Historia

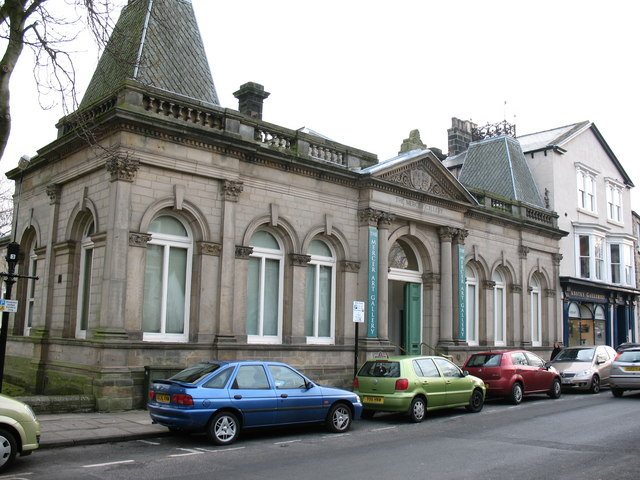
El antiguo ayuntamiento en Swan Road

Las oficinas del ayuntamiento se encargaron de reemplazar el antiguo ayuntamiento en Swan Road, que se había construido en 1805. Después de descubrir que el antiguo ayuntamiento estaba demasiado abarrotado, los líderes cívicos del ayuntamiento de Harrogate decidieron adquirir nuevas oficinas del consejo: el sitio que seleccionaron había sido ocupado por los antiguos Victoria Baths que habían sido desmantelados por el ingeniero Samson Fox y trasladados a su casa, Grove House.
El nuevo edificio fue diseñado por Leonard Clarke, construido a un costo de £ 40,000 e inaugurado por Philip Cunliffe-Lister MP, presidente de la Junta de Comercio, el 31 de octubre de 1931. El diseño involucró una fachada principal simétrica con 28 bahías frente a Crescent Gardens con las bahías finales ligeramente proyectadas hacia adelante; la sección central de tres tramos, que también se proyectaba ligeramente hacia adelante, presentaba una puerta con un marco de piedra en la planta baja y el escudo de armas del municipio arriba; había tres ventanas del primer piso flanqueadas por columnas de orden corintio con un entablamento inscrito con el lema del municipio "Arx Celebris Fontibus" (inglés: Una ciudadela famosa por sus manantiales) y un frontón arriba. Internamente, las salas principales eran la sala del consejo, el salón del alcalde y las salas de comités.
La princesa Isabel, acompañada por el duque de Edimburgo, entró en las oficinas del consejo y firmó el libro de visitas durante un recorrido por West Riding of Yorkshire en julio de 1949. En la década de 1980 se construyó un búnker debajo del edificio para proteger a los líderes cívicos en caso de un ataque nuclear.
Después de que el consejo decidiera hacerse un nuevo centro cívico en febrero de 2015, se abrió un nuevo edificio, que fue diseñado por Farrell y Clark y construido por Harry Fairclough (Construction) Limited a un costo de £ 11,5 millones, en Knapping Mount en noviembre de 2017. Las oficinas del consejo en Crescent Gardens fueron comercializadas por agentes inmobiliarios en enero de 2015, pero las conversaciones con el postor preferido inicial se rompieron después de que el postor no presentó una solicitud de planificación de manera oportuna. Luego, el edificio se volvió a comercializar y se vendió a otro desarrollador, Impala Estates, en enero de 2020. En octubre de 2020 Impala Estates reveló propuestas para convertirlo en un edificio de oficinas, con un gimnasio y un restaurante con jardín en la azotea.

## notas
1. ↑  Historic England. «Details from listed building database ({{{num}}})». National Heritage List for England. Consultado el 14 de noviembre de 2020.
2. ↑  «Plaque: Harrogate Council Offices». Harrogate Borough Council. 1983. Consultado el 14 de noviembre de 2020.
3. ↑  «£40,000 New Offices for Harrogate Corporation». Leeds Mercury. 2 de noviembre de 1931. p. 2.
4. 1 2 3  Neesam, Malcolm (20 de octubre de 2017). «Farewell to Crescent Gardens». Harrogate Advertiser. Consultado el 14 de noviembre de 2020.
5. ↑  «As Queen turns 94, rare photos recall her time in Yorkshire». Yorkshire Post. 21 de abril de 2020. Consultado el 14 de noviembre de 2020.
6. ↑  «New £9m Harrogate Council office set to get green light». BBC News. 27 de febrero de 2015. Consultado el 14 de noviembre de 2020.
7. ↑  «Final build cost for new Civic Centre revealed». The Stray Ferret. 14 de marzo de 2020. Consultado el 14 de noviembre de 2020.
8. ↑  «New Civic Centre handed over to Harrogate Borough Council». Harrogate News. 7 de noviembre de 2017. Consultado el 14 de noviembre de 2020.
9. ↑  «Landmark multi-million pound Harrogate council offices up for sale». Wetherby News. 16 de enero de 2015. Consultado el 14 de noviembre de 2020.
10. ↑  «What controversial developer says about Crescent Gardens in Harrogate in full». Ripon Gazette. 5 de agosto de 2019. Consultado el 14 de noviembre de 2020.
11. ↑  «Council completes sale of former offices, Crescent Gardens». Harrogate News. 13 de enero de 2020. Consultado el 14 de noviembre de 2020.
12. ↑  «Lib Dems criticise Harrogate council on Crescent Gardens sale». Harrogate Advertiser. 20 de enero de 2020. Consultado el 14 de noviembre de 2020.
13. ↑  «Developer reveals plans for Harrogate Council's former offices». Yorkshire Post. 14 de octubre de 2020. Consultado el 14 de noviembre de 2020.